# خث
الخُثّ أو التُرْب أو الطُرْب أو اللِّبْد أو الدرين أو القِش، وهي نباتات متفحمة توجد بالأراضي الغدقة في المناطق المعتدلة. تتعفن ببطء في الطور الأول لتكون الفحم، وتتركب من الحزازيات ونباتات المستنقعات القصبية كالغاب والبوص، ويوجد منها نوعان يستغلان في التجارة:
1. خث الزاز من إسفغنون.
2. خث الوقود. وهو مادة قابلة للاشتعال

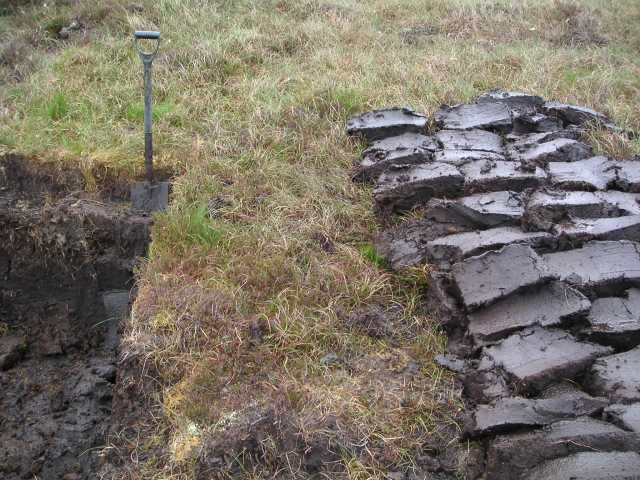
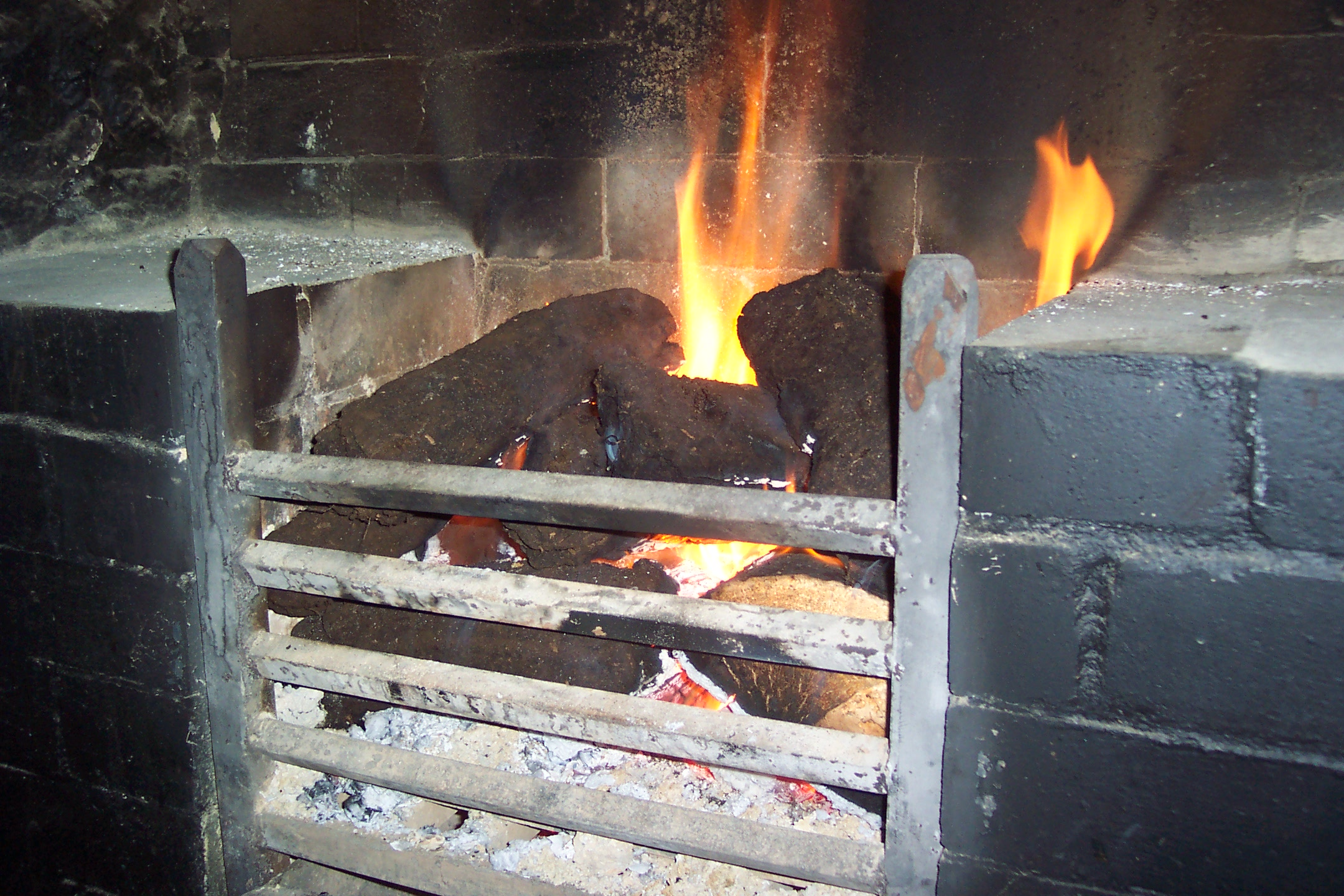
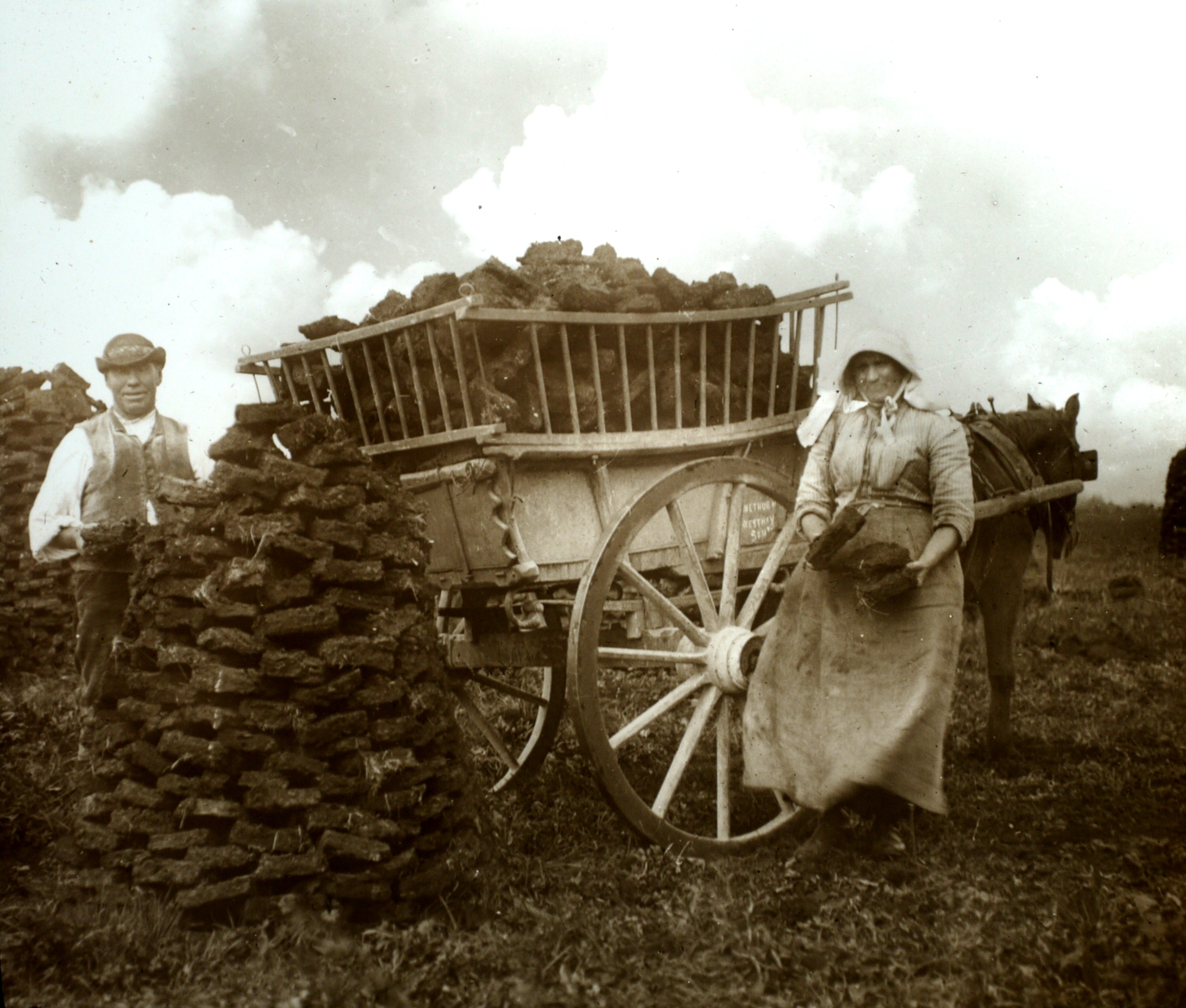